# Champigny-la-Futelaye

Champigny-la-Futelaye este o comună în departamentul Eure, Franța. În 1 ianuarie 2022 avea o populație de 272 de locuitori.